# The Look for Roxette
The Look for Roxette är en bok om popgruppen Roxette, skriven av Robert Thorselius. Boken utkom 2002 på Premium Publishing förlag och innehöll en bonus-CD med fyra låtar:
- Stay (At Home, At Work, At Play)
- I Do Believe
- Looking for Jane (T&A demo feb. 15 2000)
- Waiting for the Rain (Vinden demo 1997)